# ジャン＝ピエール・カルフォン
ジャン＝ピエール・カルフォン（Jean-Pierre Kalfon、1938年10月30日 - ）は、フランスの俳優、歌手である。

## 人物・来歴
1938年10月30日、フランス、パリに生まれる。青春期に「フォリー・ベルジェール」で働き始め、演劇にかかわり、「テアトル15」という自分の劇団を設立、そこで俳優として出演し、演出もした。
1962年、ジョゼ・ベナゼラフ監督の『恐怖のコンチェルト』で映画界にデビューした。ピエール・クレマンティやマルク'O周辺の若い俳優たちと親しくなる。ジャン＝リュック・ゴダールとは『ウイークエンド』（1967年）、フィリップ・ガレルとは『処女の寝台』（1969年）で、クロード・ルルーシュとは7本仕事している。カルフォンがリードヴォーカルをとるロックバンド「カルフォン・ロック・ショー」（Kalfon Rock chaud、「カルフォン・ロック・熱」の意）を設立したほか、65本以上の長篇劇映画に出演している。
1987年には『ふくろうの叫び』で警視総監、2000年には『サン・シール』でルイ14世を体現し、それぞれセザール賞最優秀助演男優賞にノミネートされた。

## おもなフィルモグラフィ
- 『恐怖のコンチェルト』、監督ジョゼ・ベナゼラフ、1962年
- 『ウイークエンド』、監督ジャン＝リュック・ゴダール、1967年
- 『恋びと』、監督ナディーヌ・トランティニャン、1968年
- 『処女の寝台』、監督フィリップ・ガレル、1969年
- 『SF惑星の男』、監督ジャン＝ダニエル・ポレ、1970年
- 『戦争の犬たち』、監督ジョン・アーヴィン、1980年
- 『愛と哀しみのボレロ』、監督クロード・ルルーシュ、1981年
- 『ヘカテ』、監督ダニエル・シュミット、1982年
- 『日曜日が待ち遠しい!』、監督フランソワ・トリュフォー、1982年
- 『ふくろうの叫び』、監督クロード・シャブロル、1987年
- 『サン・シール』、監督パトリシア・マジュイ、2000年
- 『彼女たちの時間』、監督カトリーヌ・コルシニ、2001年
- 『ドリーマーズ』、監督ベルナルド・ベルトルッチ、2003年

## 関連事項
- フォーリー・ベルジェール （fr:Folies Bergères）
- ピエール・クレマンティ （fr:Pierre Clémenti）
- マルク'O （fr:Marc'O）

## 註
1. ↑  fr:Jean-Pierre Kalfon（11 juillet 2009 à 04:40）の記述を参照。